# Nachthymnen (From the Twilight Kingdom)
Nachthymnen (From the Twilight Kingdom) drugi je studijski album austrijskog black metal-sastava Abigor. Album je 1. kolovoza 1995. godine objavila diskografska kuća Napalm Records.

## O albumu
Glazbeni materijal albuma bio je gotovo dovršen u vrijeme objave EP-a Orkblut - The Retaliation. Glazbe su skladali P.K. i T.T., a tekst za pjesmu "The Dark Kiss" napisao je bubnjar skupine Absurd, Hendrik "JFN" Möbus, koji je bio uhićen zbog ubojstva Sandra Beyera. Nachthymnen (From the Twilight Kingdom) bio je sniman i miksan 22., 23., 27. svibnja te 13. lipnja 1995. u studiju Tonstudio Hörnix. Na ovom je albumu pjevala i gošća Elisabeth Toriser; suradnju s njom predložio je T.T., no, P.K. je kasnije komentirao kako ona više neće ponovo raditi s Abigorom.

## Glazbeni stil i tekstovi
Nachthymnen (From the Twilight Kingdom) nastavlja razvoj glazbenog stila prvi put predstavljenog na EP-u Orkblut - The Retaliation iz grubog zvuka debitantskog albuma Verwüstung / Invoke the Dark Age u brži i melodičniji stil. Brze gitarske dionice uglavnom izvode visoko ugođena solo gitara i dublje ugođena ritam gitara. Gostujuću pjevačicu Elisabeth Toriser recenzent Turov iz glazbenog časopisa Vönger opisao je "anđeoskim ženskim glasom", a Steve Hoeltzel sa stranice Chronicles of Chaos pohvalio je njene "kristalne tonove koji čine da se slušatelj naježi". Produkcija albuma je profesionalnija i manje kaotična, no još uvijek donekle gruba, što je tipično za sastav. Za glazbene prijelaze, koji podsjećaju na srednjovjekovnu i klasičnu glazbu, nisu korišteni nikakvi glazbeni uzorci, već ih je skladala sama skupina.
Tekstovi pjesama bili su napisani na engleskom i djelomično na njemačkom jeziku, uglavnom iz eksperimentalnih razloga i atmosferičnosti svakog jezika. P.K. je svoje tekstove prvo zamislio u njemačkom obliku. Časopisu Voices from the Darkside P.K. je izjavio da su prve pjesme na albumu bazirane na nordijskoj mitologiji, da su bile inspirirane knjigama o nordijskim mitovima i izgubljenoj ravnoteži između dobrih i zlih sila.

## Popis pjesama
Glazba: P.K. i T.T..
| 1.    | »Unleashed Axe-Age«                       | P.K. | 6:23 |
| 2.    | »Scars in the Landscape of God«           | P.K. | 6:14 |
| 3.    | »Reborn Through the Gates of Three Moons« | P.K. | 6:04 |
| 4.    | »Dornen«                                  | T.T. | 4:37 |
| 5.    | »As Astral Images Darken Reality«         | T.T. | 3:56 |
| 6.    | »The Dark Kiss«                           | JFN  | 5:45 |
| 7.    | »I Face the Eternal Winter«               | P.K. | 4:35 |
| 8.    | »Revealed Secrets of the Whispering Moon« | T.T. | 5:21 |
| 9.    | »A Frozen Soul in a Wintershadow«         | P.K. | 6:03 |
| 48:58 |                                           |      |      |

## Recenzije
Frank Stöver iz časopisa Voices from the Darkside izjavio je kako je "Nachthymnen (From the Twilight Kingdom) zbog svojih upečatljivih, gotovo orkestralnih glazbenih prijelaza gotovo usporediv s Emperorovim In the Nightside Eclipseom. Dobra produkcija pristaje glazbi i dokazuje da black metal ne treba nužno zvučati poput grupe iz garaže kako bi stvorio prikladnu atmosferu. Nachthymnen je zasigurno jedan od najsnažnijih albuma žanra svih vremena te ga komplimentira odličan dizajn." Kai Wendel iz časopisa Rock Hard uočio je kako se "sastav znatno poboljšao po pitanju kvalitete; klavijature više ne zvuče jeftino, zvuk je doista dobar, a nekolicina gotičkih ukrasa pružaju kontrast žestokom bubnjanju. Preporučljiv CD kojim je ovaj trio uspio sustići dečke daleko na sjeveru, s druge strane mora." Godine 2009. isti je časopis uvrstio album u svoj popis "250 Black Metal albuma koje biste trebali znati". Turov iz časopisa Vönger komentirao je kako je u pitanju "jedan od najboljih albuma sastava; gitarske su melodije jedinstvene i nisu više bile postignute ni na kojem od naknadnih albuma skupine; stil bubnjanja pripada vrhunskoj klasi [...], ponegdje je vrlo brz, žestok i grub, a drugdje je ili miran i čvrst ili se sastoji od mnogih ponavljanja [...]. Istaknuto brutalno bubnjanje blast beatovima je vrlo, vrlo super. Žestoko do bola."
Steve Hoeltzel sa stranice Chronicles of Chaos također je usporedio zvuk albuma s onim In the Nightside Eclipsea, no napomenuo je kako je na Nachthymnenu "produkcija čišća, a pjesme često razočaravajuće; od otprilike stotinjak različitih rifova, samo ih je nekoliko odlično." Na koncu je ipak izjavio da su mu se svidjele skladbe "Revealed Secrets of the Whispering Moon" i "A Frozen Soul in a Wintershadow". Zaključio je recenziju izjavivši: "Ako vam se sviđaju glazbeniji black metal sastavi kao što su Emperor i Enslaved, onda je ova skupina vrijedna vaše pažnje. Ali da sam na vašem mjestu, prvo bih poslušao Orkblut." John Chedsey sa stranice Satan Stole My Teddybear je, s druge strane, opisao Abigor black metal grupom koja se može ili voljeti ili mrziti i čiju glazbu on osobno ne prihvaća u cijelosti; visoko ugođena kvaliteta glazbe nije mu se svidjela, ali je izjavio kako ipak primijećuje talent glazbenika, da je "njihov stil jedinstven" i da preporučuje Nachthymnen (From the Twilight Kingdom) svim obožavateljima skupine.

## Zasluge
| Abigor - P.K. – gitara, klavijature - T.T. – gitara, bubnjevi, bas-gitara - Silenius – vokali | Dodatni glazbenici - Elisabeth Toriser – vokali Ostalo osoblje - Georg Hrauda — produkcija, miksanje - Thurisaz – ilustracije |